# Adare-Halbinsel
Die Adare-Halbinsel ist eine bis zu 2083 m hoch aufragende, vereiste und knapp 80 km lange Halbinsel im Nordosten des ostantarktischen Viktorialands. Sie liegt zwischen der westlich gelegenen Somow-See und dem Rossmeer im Osten. Sie reicht vom Kap Roget im Süden bis zum Kap Adare an der Nordspitze der Halbinsel. An ihrer Westflanke liegt die Robertson Bay.
Das New Zealand Antarctic Place-Names Committee benannte sie in Anlehnung an die Benennung des gleichnamigen Kaps nach Edwin Wyndham-Quin, 3. Earl of Dunraven and Mount-Earl (1812–1871), der von 1824 bis 1850 den Höflichkeitstitel Viscount Adare trug, ein Freund des Polarforschers James Clark Ross.
Die Halbinsel besteht aus mehreren sich überlappenden Schildvulkanen, deren letzte Ausbrüche auf das Pleistozän datiert werden.